# Exechiopsis magnicauda
Exechiopsis magnicauda är en tvåvingeart som först beskrevs av Lundstrom 1911.  Exechiopsis magnicauda ingår i släktet Exechiopsis och familjen svampmyggor. Arten är reproducerande i Sverige. Inga underarter finns listade i Catalogue of Life.